# Typ XXVII
Die Typ XXVII war eine Bauserie von Kleinst-U-Booten der deutschen Kriegsmarine, die insgesamt fünf Varianten umfasste. Alle waren für den Einsatz durch die Kleinkampfverbände der Kriegsmarine vorgesehen.

## Entwicklung
Solange die Boote der genutzten U-Boot-Typen ihre Hauptaufgabe, den Angriff auf alliierte Geleitzüge, nach den Maßgaben der von Karl Dönitz entwickelten Rudeltaktik, erfüllten, wurden Ideen zur Entwicklung von Kleinst-U-Booten von der Kriegsmarine abgelehnt. Der erfolgreiche Angriff von Kleinst-U-Booten der Royal Navy auf die Tirpitz, bei der das deutsche Schlachtschiff durch Haftminen erheblich beschädigt wurde, führte zu einem Wandel der Einschätzung bezüglich des Nutzens solcher U-Boote. Im Herbst 1943 wurde im Hauptamt Kriegsschiffbau (K-Amt) ein kleines U-Boot entworfen, das Haftminen transportieren und von einer zweiköpfigen Besatzung gesteuert werden sollte. Im Gegensatz zu den etwas größeren midgets der britischen X-Klasse sollten die Boote des Typs XXVII ihren Einsatzort – ankernde gegnerische Schiffe – in durchgängiger Tauchfahrt erreichen können.

## Typ XXVII A –Hecht
Der Typ XXVII A genannte Hecht war auf die Tauchfahrt ausgelegt und verfügte über keine Tauchzellen, sondern lediglich über Regelzellen. Den Antrieb gewährleistete ein 12-PS-Elektromotor der Firma AEG, der eigentlich für den Antrieb von Torpedos konzipiert war. Nach Abschluss der Konstruktionsphase entschied die Seekriegsleitung, dass der Typ XXVII A zusätzlich zu Haftminen mit Torpedos ausgerüstet werden sollte, um nicht nur ankernde, sondern auch sich bewegende gegnerische Schiffe angreifen zu können. Der erste Auftrag über den Bau eines Typ XXVII A-Bootes erging am 9. März 1944. Das Boot wurde als U 2111 am 23. Mai 1944 in Dienst gestellt.

### Technische Daten
| Länge:                 | 10,4 m                     |
| Breite:                | 1,7 m                      |
| Wasserverdrängung:     | 11,8 m³                    |
| E-Maschinen:           | AEG-E-Motor, 12 PS         |
| Batterie:              | 5 Tröge vom Typ: 8 MAL 210 |
| Reichweite:            | 38 sm bei 4 kn             |
| Höchstgeschwindigkeit: | 6 kn                       |
| Bewaffnung:            | 1 Torpedo                  |
| Besatzung:             | 2 Mann                     |

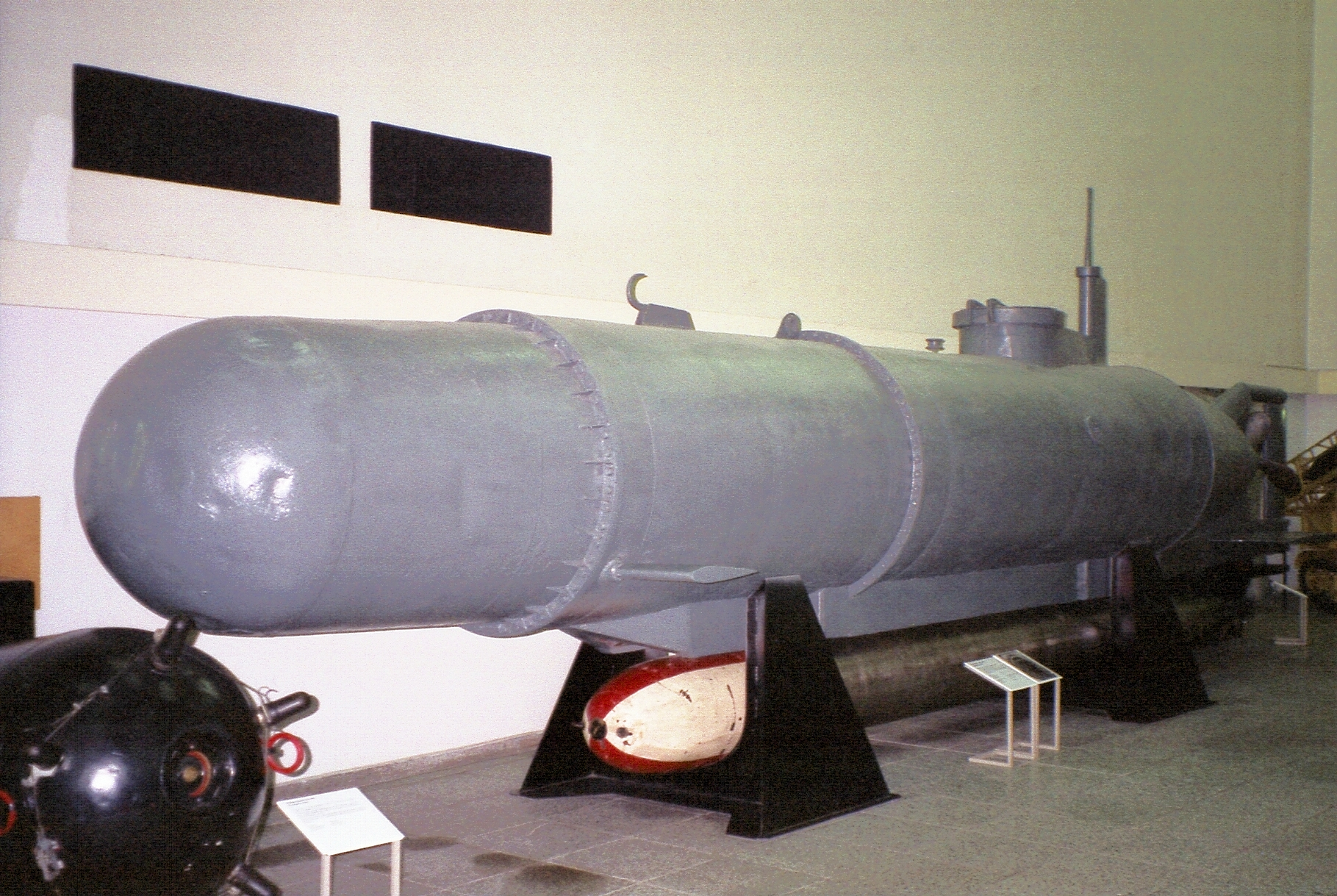
Typ XXVII A – der „Hecht“ im Militärhistorischen Museum Dresden 1996

Am 28. März erging Bauauftrag über weitere XXVII-Boote an die Germaniawerft, die bis Ende August 1944 53 Hechte fertigstellte und an die Kriegsmarine übergab. Inzwischen entwickelte das K-Amt das Konzept weiter.

## Typ XXVII B
Diese Typbezeichnung umfasst eine Reihe von Entwürfen (B1 bis B4), von denen keiner zur Fertigung freigegeben wurde. Die Konzeption erinnerte von der Form her an den Hecht. Die Modelle hatten jedoch ein Torpedo mehr und verfügten über einen vorne am Rumpf angesetzten Bug, der Überwasserfahrt ermöglichen sollte. Entsprechend wurde der Antrieb um einen Dieselmotor ergänzt.

### Technische Daten
| Länge:                              | 10,6 m         |
| Breite:                             | 1,7 m          |
| Wasserverdrängung:                  | 14,9 m³        |
| Diesel-Antrieb:                     | D-Motor, 22 PS |
| E-Maschinen:                        | E-Motor, 12 PS |
| Höchstgeschwindigkeit über Wasser:  | 5,5 kn         |
| Höchstgeschwindigkeit unter Wasser: | 6,9 kn         |
| Bewaffnung:                         | 2 Torpedos     |
| Besatzung:                          | 2 Mann         |

Die fünfte Version des Typs gelangte jedoch unter der Bezeichnung Seehund zur Produktion. Die Kieler Germaniawerft baute auch 146 Modelle des Nachfolgemodells Typ XXVII B5. Der erste Auftrag über den Bau von 3 Bootes des Typ XXVII B5 erfolgte am 28. April 1944. Als U 5013 wurde der erste Seehund der Germaniawerft am 20. Oktober 1944 in Dienst gestellt. Die Schichau-Werft in Elbing wurde im Juli 1944 ebenfalls mit dem Bau von XXVII B5-Booten beauftragt. Dieser Bauauftrag umfasste 500 Boote. Die Werft war für den Bau von 50 % der gesamten deutschen Seehund-Produktion vorgesehen und lieferte bis zum 13. Februar 1945 insgesamt 151 XXVII B5-Boote an die Kriegsmarine aus.

### Technische Daten Typ XXVII B5 –Seehund
| Länge:                 | 11,9 m          |
| Breite:                | 1,7 m           |
| Wasserverdrängung:     | 14,9 m³         |
| Diesel-Motor:          | 60 PS           |
| E-Maschinen:           | 25 PS           |
| Treiböl (Treibstoff):  | 0,5 t           |
| Reichweite E-Maschine: | 63 sm bei 3 kn  |
| Reichweite Diesel:     | 300 sm bei 7 kn |
| Bewaffnung:            | 2 Torpedos      |
| Besatzung:             | 2               |

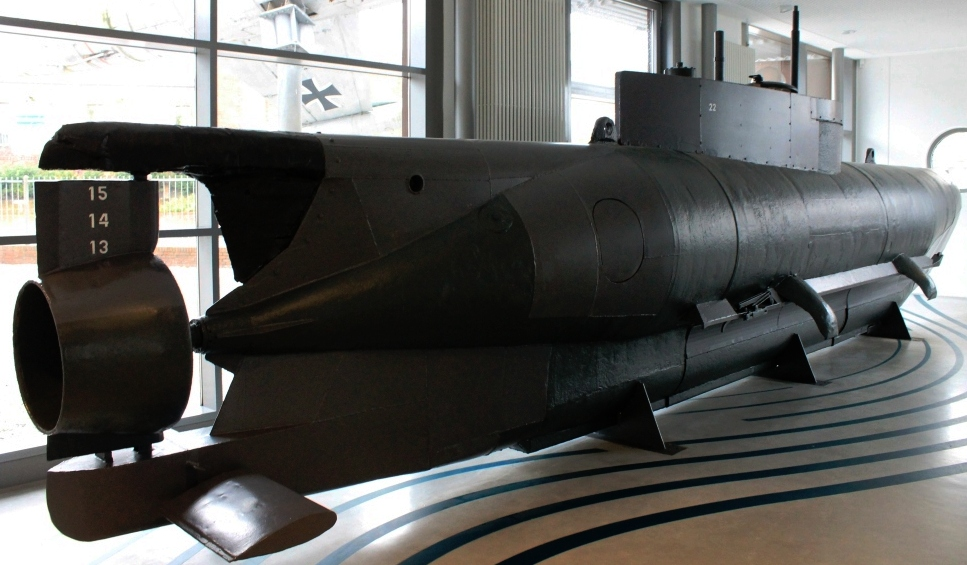
XXVII B5-Boot im Marinemuseum Wilhelmshaven

Basierend auf den Eigenschaften des Seehunds, die im offensiven Einsatz mehr Erfolg versprachen als die teils parallel entwickelten und produzierten Modelle Biber und Molch, wurden Weiterentwicklungen des Typs XXVII konzipiert, von denen jedoch keine mehr produziert wurde.

## Typ XXVII F
Unter der Typenbezeichnung XXVII F wurde im Sommer des Jahres 1944 im K-Amt ein Kleinst-U-Boot entworfen, das mit einer Walter-Turbinenanlage ausgerüstet werden sollte. Die Boote dieser U-Boot-Klasse sollten einen Torpedo in einer Ausbuchtung unterhalb des Rumpfes transportieren.

### Technische Daten
| Länge:           | 11,28 m                                  |
| Breite:          | 1,05 m                                   |
| Antrieb:         | 1 × 200 bis 300 PS Walter-Turbine        |
| Propeller:       | 2 gegenläufige                           |
| Geschwindigkeit: | 22,6 kn (getaucht) 20,4 kn (aufgetaucht) |
| Bewaffnung:      | 1 Torpedo                                |
| Besatzung:       | 1                                        |

Da die für diese U-Boot-Klasse vorgesehene Walter-Turbine mit Seewassereinspritzung zu diesem Zeitpunkt noch weit von der Serienreife entfernt war, wurde das Projekt zunächst zurückgestellt und schließlich beendet. Stattdessen wurden Überlegungen für ein etwas größeres Modell mit Walterturbine und Frischwassereinspritzung wiederaufgenommen. Bei der Hamburgischen Schiffbau-Versuchsanstalt wurden im Spätsommer 1944 Schleppversuche für die etwas größere Version dieser U-Bootklasse, den Typ XXVII F2, angestellt. Es ergab sich, dass trotz der Einbettung des Torpedos in eine muldenförmige Einbuchtung unterhalb des Rumpfes aus der Wechselwirkung der Strömungseigenschaften von Torpedo und Boot ein erheblicher Wasserwiderstand resultierte. Diese Erkenntnisse, der mit diesen Eigenschaften zusammenhängende, bzw. daraus resultierende geringe Fahrbereich sowie die angespannte Lage der industriellen Produktion führten dazu, dass auch dieser Entwurf vom Amt für Kriegsschiffbau nicht weiter verfolgt wurde.

## Typ XXVII G
Die Entwicklung der Klasse XXVII G kam nicht über eine Projektstudie hinaus – aufgrund der Entscheidung des Oberkommandos der Marine (OKM) wurden die Arbeiten zugunsten des Seehund eingestellt. Einzelne Entwicklungskomponenten flossen dann in die endgültige Fassung des Seehund ein. Der Entwurf für diese Boote wurde vom Ingenieur-Büro Glückauf entwickelt und waren noch nicht fertig, als man sich schon für den Entwurf XXVII B5 entschieden hatte und wurden somit verworfen.

## Typ XXVII K
Am 28. April 1944 gab die Kriegsmarine drei Kleinst-U-Boote des Typs XXVII K bei der Kieler Germaniawerft in Auftrag. Die Boote hatten die Baunummern 938 bis 940 und erhielten die Bootsnummern U 5188, U 5189 und U 5190. Die Boote sollten einen neuen Kreislaufantrieb erhalten, mit dem sie außenluftunabhängig sein sollten. Im April 1945 trafen zwar die Kreislauftriebwerke in Kiel ein, wurden aber bei einem Luftangriff der Alliierten zerstört. Somit konnten die drei XXVII K-Kleinst-U-Boote bis Kriegsende nicht fertiggestellt werden.

### Technische Daten
| Länge:                | 13,9 m                                             |
| Breite:               | 1,7 m                                              |
| Antrieb über Wasser:  | 1 × 100 PS Dieselmotor, 80 bis 100 PS im Kreislauf |
| Antrieb unter Wasser: | 1 × 8 PS Schleich-Elektro Motor                    |
| Geschwindigkeit:      | 9,5 kn (10 kn getaucht) 11 kn (aufgetaucht)        |
| Bewaffnung:           | 2 Torpedos                                         |
| Besatzung:            | 2                                                  |